# U880
De U880 is een in de voormalige DDR vervaardigde processor.
Hij werd vervaardigd met NMOS-technologie (metaaloxidehalfgeleider) en gestoken in een DIL40-behuizing.
De processor werd tussen 1985 en 1989 toegepast in de door VEB Mikroelektronik "Wilhelm Pieck" Mühlhausen) gefabriceerde KC 85/2, KC 85/3 en KC 85/4. Ook werd deze gebruikt in Robotron Riesa Z1013.
De U880 is een identieke kopie van de 8-bits Zilog Z80-processor. Hij werd ontwikkeld en gefabriceerd als een niet gelicenseerde, reproductie door VEB Mikroelektronik "Karl Marx" in Erfurt. Een pin- en functiecompatibel CMOS-processorsysteem met de aanduiding U84C00 was ook in ontwikkeling.
De UB880-variant correspondeert met de originele Z80-processor, de UA880 met een Z80A en de VB880 met een Z80-versie met aanvullende temperatuurspecificaties (-25 °C tot 85 °C) voor militaire en industriële toepassingen. Reproducties van Zilogs perifere componenten PIO (U 855), SIO (U 856), CTC (U 857), DMA (direct geheugentoegang), (U 858) en DART (U 8563) werden eveneens vervaardigd.
Detail: deze chips waren in millimeterraster geproduceerd en konden niet zo maar vervangen worden door een westerse variant.